# Rocky Mountain Fur Company
Die Rocky Mountain Fur Company wurde als Pelzhandelsgesellschaft im Jahr 1823 in St. Louis von William Henry Ashley und Andrew Henry gegründet und löste sich nach mehreren Wechseln der Gesellschafter 1834 hochverschuldet auf. Auch wenn das Unternehmen nur den kürzesten Teil seiner Existenz tatsächlich Rocky Mountain Fur Company hieß, hat sich diese Bezeichnung durchgesetzt. Das Unternehmen revolutionierte den Pelzhandel, seine Mitarbeiter erkundeten Teile des nordamerikanischen Kontinents, die zuvor kein Weißer betreten hatte; es konnte zeitweilig mit der führenden britischen Hudson’s Bay Company und der kapitalstarken American Fur Company mithalten.

## Unternehmensgeschichte
Anfang 1822 schafften die Vereinigten Staaten auf Betreiben von Senator Thomas Hart Benton das seit 1796 westlich des Mississippi Rivers bestehende factory system ab. Handelsposten der Regierung verloren das Monopol auf den Pelzhandel mit den Indianern und jedermann konnte unter Auflagen eine Lizenz erwerben. Zuständig war der Superintendent for Indian Affairs, William Clark, in St. Louis. Der Lokalpolitiker und nur mäßig erfolgreiche Unternehmer William Henry Ashley tat sich mit Andrew Henry zusammen, der mit der Missouri Fur Company von Manuel Lisa Erfahrung im Indianer-Handel gesammelt hatte, und sie beantragten bei Ashleys Freund Clark eine der ersten Lizenzen.
Ashley und Henry wollten das Pelzgeschäft neu aufziehen: Mit einer Lizenz für den Handel planten sie große Gruppen von Männern an den Oberlauf des Missouri Rivers zu bringen, die dort selbst Biber jagen sollten. Der Ankauf von Fellen der Indianer wäre nur noch ein Nebengeschäft.
Ab 13. Februar 1822 setzte das neue Unternehmen Ashley& Henry folgendes Inserat in die Zeitungen von St. Louis:
„FÜR unternehmungslustige junge Männer: Der Unterzeichnende wünscht EINHUNDERT Männer, die bis zur Quelle des Missouri River hinaufsteigen und dort für ein, zwei oder drei Jahre beschäftigt werden.“
Unter den Teilnehmern der ersten Expedition 1822 und der im folgenden Jahr waren fast alle Männer, die als Trapper und Mountain Men berühmt wurden und die Frühzeit des Wilden Westens prägten. Darunter unter anderen Jim Bridger, Jedediah Smith, Hugh Glass, Thomas Fitzpatrick, David E. Jackson, James P. Beckwourth, James Clyman und die Brüder Milton und William Sublette.

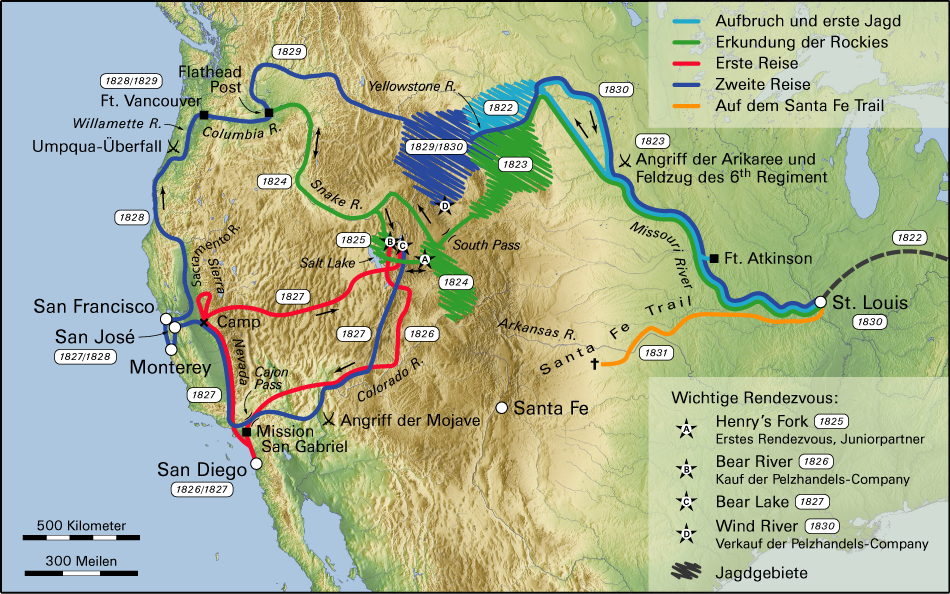
Die Routen Jedediah Smiths

### Die Anfänge
Die erste Expedition ab Mai 1822 war ein Desaster. Eines der beiden Keelboats kenterte kurz nach dem Aufbruch, Ausrüstung und Proviant für über 10.000 Dollar gingen verloren und mussten von Ashley nachgekauft werden. Als die Teilnehmer im Spätsommer am Oberlauf des Missouri die Mündung des Yellowstone Rivers erreichten und dort ihr Fort errichteten, wurden ihnen kurz darauf von den Assiniboine fast alle Pferde gestohlen. Sie konnten nicht wie geplant in das ganze Gebiet ausschwärmen, sondern waren auf die nähere Umgebung beschränkt. Im Frühling 1823 fuhr vermutlich Jedediah Smith alleine über 1400 Kilometer den Fluss hinab, um Ashley zu bitten, für die geplante Versorgung der Trapper weitere Pferde zu beschaffen.
Die Versorgungsfahrt 1823 verlief ruhig bis zu den Arikaree, wo wie im Jahr zuvor Pferde gekauft werden sollten. Die Indianer griffen im Morgengrauen des 3. Juni  trotz aller Vorsicht an, mit der ersten Welle von Pfeilen und Kugeln starben dreizehn Trapper, zehn oder elf waren ernsthaft verwundet. Die Überlebenden, darunter Smith und Jackson, schwammen zu den Booten. Die Boote mit den Überlebenden zogen sich ein Stück flussabwärts zurück, die Schwerverletzten wurden unter der Leitung von Smith mit einem der Boote über 700 km nach Fort Atkinson und weiter nach St. Louis gebracht. Von Fort Atkinson brachen Colonel Henry Leavenworth und alle sechs Kompanien des Sixth Regiment der US-Armee zum sogenannten Arikaree-Krieg auf. Der kleine Feldzug war die erste militärische Aktion der US-Armee gegen Indianer westlich des Mississippi.
Das kurze Gefecht verlief für die Soldaten enttäuschend, die Truppen wurden inkompetent eingesetzt, mit den Weißen verbündete Lakota-Indianer kamen nicht zum eigentlichen Einsatz. Am Abend desselben Tages kam es zu Verhandlungen, die Delegationen einigten sich auf die Rückgabe aller Schusswaffen und sonstigen Güter, die die Arikaree als Bezahlung für die später erschlagenen Pferde erhalten hatten, und die freie Passage aller Weißen auf dem Fluss. Alle Seiten rauchten daraufhin die Friedenspfeife. Für die Trapper war zwar erreicht worden, dass ihre Boote den Fluss befahren konnten, der Feldzug scheiterte aber völlig in Hinsicht darauf, die Indianer zu beeindrucken. Sowohl die Lakota wie die Arikaree hielten die Weißen für schwach und griffen in den kommenden Jahren immer wieder Gruppen von Jägern an.
Nach dem Feldzug war die Saison weit fortgeschritten und auch dieses Jahr hatte das Unternehmen noch kein Geld verdient. Ein Teil der Männer unter Henry arbeitete sich von der Mündung des Grand Rivers am Fluss entlang ins Gebiet der friedlichen Crow- und Cheyenne-Indianer vor. Sie bauten an der Mündung des Bighorn Rivers in den Yellowstone einen Stützpunkt und schickten eine kleine Gruppe am Bighorn entlang auf die Jagd nach Biberpelzen. Ein zweiter Teil unter Jedediah Smith und Thomas Fitzpatrick ritt über Land direkt zum Oberlauf des Bighorn. Weitere Männer schickte Ashley nach seiner Rückkehr vom Arikaree-Feldzug aus St. Louis los, sie gingen weiter südlich im Gebiet der Pawnees zwischen Arkansas River und Platte River auf die Jagd. Henry gab im Laufe des folgenden Jahres auf. Er war fast 50 Jahre alt und das Unternehmen mit Ashley drohte nach zwei Jahren ohne Erträge zusammenzubrechen. Er ging vom Yellowstone River nach St. Louis, ließ sich seinen fast wertlosen Anteil auszahlen und zog sich aus dem Pelzgeschäft zurück.

### South Pass und Rendezvous
Im Februar 1824 zogen Smith und seine Männer auf Anraten der Crow nach Westen, südlich der Wind River Range überschritten sie am South Pass den  Hauptkamm der Rocky Mountains. Der Pass war flach und einfach, die Berge nicht, wie 1806 von Lewis und Clark behauptet, ein nur zu Fuß und ohne Lasten passierbares Hindernis, sondern es gab einen relativ bequemen Weg in das unerforschte Land hinter den Bergen und letztlich zum Pazifischen Ozean.
Der Hauptkamm war zugleich die Außengrenze der Vereinigten Staaten. Jenseits lag im Norden das Oregon Country. Nach dem Britisch-Amerikanischen Krieg von 1812 war 1818 zwischen den Vereinigten Staaten und Großbritannien eine gemeinsame Nutzung vereinbart, doch bisher hatten die Briten der Hudson’s Bay Company es fast allein. Amerikaner waren nur auf Expeditionen und in kleinen Gruppen über die Berge vorgedrungen und hatten die Biberbestände bisher den Briten überlassen. Der Süden gehörte formal zum erst seit 1821 von Spanien unabhängigen Mexiko. In der Praxis reichte die Staatsmacht nicht über Santa Fe und Taos 500 km südlicher hinaus, so dass die Amerikaner sich frei bewegen und jagen konnten.
Für Ashley in St. Louis sah die Zukunft düster aus: Die Schulden des Unternehmens drückten, sein im Feld erfahrener Partner war ausgestiegen. Er selbst musste in die Berge, wo er sich als Politiker und Unternehmer nicht wohlfühlte. Die Nachrichten über die Entdeckung des Passes konnte er noch nicht einordnen, sie waren die einzige Hoffnung. Er beantragte eine neue Lizenz für den Pelzhandel auf seinen Namen und brach mit Proviant und Tauschgütern für die kommende Saison im September auf. Im Oktober traf er unterwegs Thomas Fitzpatrick, der die wenigen Felle der Vorsaison zum Verkauf mitbrachte. Diese wurden mit einigen Männern nach St. Louis geschickt und Fitzpatrick ging mit Ashley Richtung Berge.
Dort am Green River jenseits des Kammes waren im Jahr 1824 alle berühmten Männer des Unternehmens tätig. Smith, Jackson, Clyman,  die Sublettes und Bridger fanden ergiebige Biberbestände vor und machten die Fänge ihres Lebens. Von den Indianern lernten sie über das Leben in der Wildnis und die Feinheiten der erfolgreichen Biberjagd. Im Juni trafen sie alle am Oberlauf des Sweetwater Rivers zusammen, holten Nachschub aus einem vergrabenen Lager und feierten die erfolgreiche Saison. Bei dem Treffen kam ihnen die Idee, daraus für das nächste Jahr eine Methode des Handels zu machen.
Im Herbst zog Smith Richtung Nordwesten entlang dem Snake River, traf mit Alexander Ross von der Hudson’s Bay Company zusammen und begleitete ihn zum Flathead Post, wo er Peter Skene Ogden kennenlernte. Von den beiden lernte Smith mehr über die Operationen der Engländer im Nordwesten. Im Winter jagte Smith allein in den von Jim Bridger kurz zuvor entdeckten Bibergebieten am Großen Salzsee und sammelte die für einen Mann außergewöhnliche Zahl von 668 Pelzen. Zusammen erjagten die Männer des Unternehmens in dieser Saison Felle im Gewicht von über 9000 amerikanischen Pfund (etwa 4000 kg oder 6000 Pelze).
Nach einem Zusammentreffen mit dem südlichen Team des Jahres 1823/24 und einem Winter im Camp erreichten auch Ashley und Fitzpatrick im April 1825 den Green River. Sie erkundeten den südlichen Teil des Flusses per Boot und brachen dann nach Norden zum Henrys Fork auf, wo ab 1. Juli das erste der künftig jährlichen Rendezvous der Pelzjäger stattfand. Ashley brachte Vorräte für die nächste Saison in die Berge, versorgte seine Trapper mit Tauschgütern für den Handel mit den Indianern und nahm die Felle des vergangenen Jahres in Empfang, um sie nach St. Louis zu bringen. Es kamen nicht nur 91 Jäger des eigenen Unternehmens, sondern auch Trapper der britischen Hudson’s Bay Company, die vertragsbrüchig wurden und ihre Felle den Amerikanern anboten. Die Treffen entwickelten sich schnell zu großen Zusammenkünften, bei denen auch Indianer der näheren und weiteren Umgebung eintrafen und ihre Felle zum Tausch anboten. Sie wurden mit verdünntem Whiskey, Glasperlen und bunten Textilien „bezahlt“. Außerdem wurden die Rendezvous zu orgienartigen Festen, die maßgeblichen Anteil an der Ausbreitung von Geschlechtskrankheiten, besonders der Syphilis, unter den Mountain Men und den Indianern hatten. Der Fellhandel war einträglich, ein Pelz, der in den Bergen mit $3 bezahlt wurde, erbrachte in St. Louis mindestens 5 $. Bei Transport- und anderen Kosten von etwas über einem Dollar blieben rund 20 % Gewinn. Der größte Profit erwuchs aber daraus, dass alle Trapper und Indianer Ausrüstungsteile, Tabak, Alkohol und alle weiteren Güter zu den vom Unternehmen festgesetzten Preisen kaufen mussten.
Als Ersatz für Henry stieg Captain Jedediah Smith ein, der zum Leiter der Pelzjäger aufgestiegen war, er wurde Juniorpartner von Ashley im jetzt Ashley & Smith genannten Handelshaus. Ashley, Smith und einige andere zogen mit den gesammelten Pelzen über den Kamm zurück nach Osten, bauten sich Boote und fuhren den Bighorn und den Yellowstone zurück zum Missouri, wo sie eine Expedition der US-Army trafen, die sie auf ihren Schiffen mit nach St. Louis nahm. Smith brach sofort mit neuen Männern und Proviant zur Herbstjagd in die Berge auf, Ashley übernahm nach über einjähriger Abwesenheit wieder die Führung der Geschäfte in der Stadt.

### Smith, Jackson & Sublette
Auf dem Rendezvous 1826 stieg auch Ashley aus dem riskanten Geschäft aus. Dank der beiden letzten Jahre war das Unternehmen schuldenfrei. Er verkaufte seinen Anteil an Jedidiah Smith, David Jackson, und William Sublette, woraufhin das Unternehmen ab jetzt Smith, Jackson & Sublette genannt wurde. Ashley sicherte sich aber in einem Zusatzvertrag das Monopol auf die Versorgungszüge zu den Rendezvous des Unternehmens, verpflichtete sich aber gegenüber SJ & S, keine Konkurrenten zu beliefern. Damit wollten beide Parteien zu Monopolisten in ihren jeweiligen Geschäfts-Feldern werden. Alle Trapper in den Bergen würden an SJ & S verkaufen und sie müssten ihre Ausrüstung und Tauschgüter aus den Erlösen bei Ashley kaufen. Dies war der Beginn der unabhängigen Trapper, die nicht mehr durch Vertrag fest an ein Handelshaus gebunden waren, aber in der Praxis doch keine Wahl hatten.
Die Partner teilten ihre Zuständigkeiten auf: William Sublette leitete das  Büro in St. Louis, David Jackson organisierte die Jagd in den Rocky Mountains während Jedidiah Smith sich auf die Suche nach neuen Jagdgebieten machte. Er reiste südwestlich über das Gebiet des heutigen Utah und Nevada durch die Wüste nach Kalifornien.
In St. Louis wurde der Aufstieg von SJ & S aufmerksam beobachtet, aber auch John Jacob Astor schaute genau hin. Sein Unternehmen, die American Fur Company hatte von New York das Quasi-Monopol im Pelzhandel auf der amerikanischen Seite der Großen Seen. Nachdem der Versuch von 1811/12, mit einem Stützpunkt in Fort Astoria die Aktivitäten des Unternehmens bis zum Pazifischen Ozean auszudehnen, im Krieg gegen die Briten von 1812 gescheitert war, hatte er sich auf den Osten konzentriert. Nach der Entdeckung der Biberbestände in den Rocky Mountains drängte sein Unternehmen wieder nach Westen. Im Dezember 1826 kaufte er Pratte & Co, ein traditionsreiches Unternehmen der französischstämmigen Pelzhandels-Familie Chouteaux mit dem Schwerpunkt am Unterlauf des Missouri, und machte es zum Western Outfit der AFC. Ein halbes Jahr später erwarb er die Columbia Fur Company, die den Oberlauf des Flusses bearbeitete, und gliederte sie als Upper Missouri Outfit in sein Unternehmen ein. Innerhalb weniger Monate gehörte praktisch der ganze Missouri River der finanzkräftigen American Fur Company. Das Unternehmen von Smith, Jackson & Sublette stand in St. Louis nicht mehr gegen zersplitterte kleine Konkurrenten, sondern gegen einen Konzern, der die gesamte Wertschöpfung von den Biberburgen bis zu den Märkten in Europa beherrschte.
In den nächsten Jahren bis 1829 machte Jedediah Smith für das Unternehmen seine spektakulären Entdeckungen in Kalifornien, der Wüste des Großen Beckens und an der Pazifikküste von Oregon. Aber er brachte kaum Pelze mit und verursachte für die Company nur Kosten. Das Geld verdiente David Jackson: Er organisierte die Jagd eines der bedeutendsten amerikanischen Pelzhandelsunternehmen in seiner besten Zeit, als es mit der britischen Hudson’s Bay Company und der American Fur Company mithalten konnte. Unter seiner Führung waren die Kontakte zu den Indianern friedlich und seine Arbeit finanzierte die spektakuläreren Entdeckungen Smiths. Autor Don Berry nennt ihn deshalb den „Trapper par excellence“ und fährt fort: „Er machte keine Geschichte, erkundete [als Pelzjäger] keine terra incognita, er verlor nicht Männer rechts und links [wie Smith auf seinen Expeditionen]. Er war nicht besonders an Politik interessiert und hatte keinen großen Ehrgeiz. Aber Saison für Saison brachte er unauffällig die Pelze zum Rendezvous, die Smith, Jackson & Sublette im Geschäft hielten.“ Aber die Biberpopulationen nahmen ab, die Jagd in den Gebieten mit friedlichen Indianern hatten die Bestände dort reduziert, die Hudson’s Bay Company hatte am Snake River Biberbestände systematisch ausgeräumt, als sie befürchten mussten, der amerikanische Konkurrent würde sie in ihrem ehemals alleinigen Jagdgebiet überflügeln. Die Männer von Smith, Jackson und Sublette drangen immer öfter und tiefer ins Gebiet der Blackfoot vor, dem gefürchtetsten Indianer-Volk der Region, weil dort die Biberbestände noch am besten waren.

### Rocky Mountain Fur Company
Auf dem Rendezvous von 1830 verkauften Smith und seine Partner das Unternehmen an ihre bisherigen Mitarbeiter Jim Bridger, Thomas Fitzpatrick, Henry Fraeb, Jean Gervais und Milton Sublette, den Bruder von William. Erst jetzt wurde der Name Rocky Mountain Fur Company offiziell registriert. Smith, Jackson und William Sublette waren durch die erfolgreiche Saison 1829/30 nicht nur in die schwarzen Zahlen geraten, sie erzielten dank dem mit 84.500 Dollar größten Erlös eines Jahres in St. Louis einen substanziellen Gewinn. Aber sie, insbesondere ihr Kaufmann Sublette, hatten die Konkurrenz gesehen, die die American Fur Company aufbaute, und entschlossen sich, auszusteigen.
Die AFC hatte unter dem mit der Columbia Fur Company zum Unternehmen gestoßenen Kenneth McKenzie ab 1829 Fort Union am Oberlauf des Missouri Rivers nahe der Mündung des Yellowstone errichtet. Am Rand des Gebiets der Blackfoot und McKenzie gelang es 1831 für seine Männer Sicherheit vor den Indianern zu vereinbaren. Außerdem konnten sie von hier leicht in die Berge und in das bisher exklusive Jagdgebiet der RMF vorstoßen.
William Sublette ließ sich beim Verkauf das Monopol für die Versorgung der Rendezvous übertragen, Ashley war wieder in die Politik gegangen. Von 1831 bis 1837 war er Abgeordneter des Staates Missouri im US-Repräsentantenhaus und engagierte sich besonders in Indianerfragen. Außerdem übernahm er den Absatz der Pelze von William Sublette an der Ostküste.
Auf dem Rendezvous 1832 trugen die Gesellschafter der RMF ihre Erfahrungen mit der Konkurrenz von AFC zusammen. RMF operierte an der Grenze zur Insolvenz, sie hatten den Kaufpreis an die früheren Eigentümer noch nicht vollständig abbezahlt und spürten, wie William Sublette ihre Erlöse mit seinen Preisen beim Rendezvous abschöpfte. Dazu kam die neue Konkurrenz. Sie beschlossen, die AFC direkt anzusprechen und ihnen eine Teilung der Gebiete in den Bergen anzubieten. Doch deren Vertreter lehnten ab. Sie hatten das Kapital, um mehrere Jahre mit Verlusten abdecken zu können und ihre Männer sammelten inzwischen die Erfahrung in den Bergen, die ihnen RFM noch voraus hatte. Auf dem Rendezvous erlangte die RMF aber noch einmal die Oberhand: Vertragsgemäß belieferte William Sublette nur sie; die Trapper von AFC konnten bei ihm nicht verlässlich ihren Proviant kaufen. Sie mussten sich mit großem Zeitverlust über Fort Union versorgen.

### Das Ende
Inzwischen hatte sich die Wirkung des Alkohols auf die Sozialstrukturen der Indianer bis nach Washington verbreitet und der Kongress erließ zum 9. Juli 1832 ein Gesetz, das den Import von Branntwein ins Indianergebiet untersagte. Der reguläre Handel endete damit, ging aber im kaum verminderten Umfang als Schmuggel weiter.
Im Januar 1833, nach der Abrechnung der Vorsaison waren RMF mit rund $5400 verschuldet. Dazu würden wieder rund $15.000 für den nächsten Versorgungszug im Sommer kommen. Ihr einziger Gläubiger war inzwischen William Sublette, der alle Forderungen aufgekauft hatte. Mit Saisonbeginn 1833 baute William Sublette eigene Strukturen auf und begann seine Machtposition gegenüber der Rocky Mountain Fur Company zu nutzen, um sie in die Insolvenz zu führen. Im Winter hatte er Ashley in Washington besucht und sich seiner Mitarbeit vergewissert, auf dem Rückweg kaufte er Handelsgüter, Proviant und den inzwischen im Indianerhandel illegalen Alkohol ein und war im März wieder in St. Louis.
Den Versorgungszug zum Rendezvous überließ er seinem Kompagnon Robert Campbell, er selbst fuhr mit zwei Keelboats den Missouri aufwärts. Neben jedem Handelsposten der AFC errichtete er einen kleinen neuen Posten. Und da er anders als die Konkurrenten über größere Mengen Alkohol verfügte, waren seine Posten begehrte Handelspartner der Indianer. Genau gegenüber von Fort Union platzierte er Fort William, das von Campbell persönlich aufgebaut und geführt werden würde. In Fort Union hatte McKenzie inzwischen eine illegale Destille aufgebaut. Die Teile hatte er geschmuggelt, er wollte aus dem Mais der Indianer den Branntwein selbst herstellen, den er nicht mehr importieren durfte. Seine Anlage wurde den Konkurrenten bekannt, die sie der Armee in Fort Leavenworth meldeten. AFC musste die Destille abbauen und hätte beinahe die Lizenz verloren.
Und ein weiterer schmutziger Trick der AFC wurde fast gleichzeitig aufgedeckt: Sie hatten die ansonsten so friedlichen Crow-Indianer aufgehetzt, gezielt Trapper der Konkurrenz zu überfallen. Thomas Fitzpatrick wurde zum Opfer eines solchen Überfalls, bei dem er sein Leben retten konnte, aber eine Ladung Pelze verlor, die bereits mit dem Siegel von RMF gekennzeichnet waren. Als sie im Bestand von AFC gefunden wurden, reduzierte sich das Ansehen des Marktführers weiter.
Außerdem hatte der Gründer und Leiter der American Fur Company John Jacob Astor auf einer Europareise gesehen, dass die Mode sich wandelte. Statt aus Biberfilz waren jetzt Hüte aus Seide begehrt. Er erklärte nach seiner Rückkehr, dass er im Alter von dann 70 Jahren  im folgenden Jahr aus dem Geschäft aussteigen wollte. Das Unternehmen würde von Ramsey Crooks weitergeführt.
In den Bergen war die Saison schlecht gelaufen, große Verluste entstanden durch Indianerüberfälle und die Konkurrenz behinderte alle Unternehmen. Außer der RMF und der AFC waren inzwischen noch kleine Unternehmen aktiv: Benjamin Bonneville und Nathaniel J. Wyeth hatten jeweils kleine Gruppen von Trappern geführt. Sie alle machten in diesem Jahr Verluste, RMFs Verlust wird auf $12–15.000 geschätzt, bei Erlösen von $18.000 zu den Preisen von St. Louis.
Milton Sublette versuchte auf dem Rendezvous noch das Unternehmen aus der Abhängigkeit von seinem Bruder zu lösen und vereinbarte mit Wyeth, dass dieser sie im folgenden Jahr vom Pazifischen Ozean aus versorgen sollte. Wyeth hatte ihnen Waren zur Hälfte des Preises von William Sublette angeboten, weil der Transport von Fort Vancouver über den Columbia River und den Snake River wesentlich billiger möglich war als über Land von St. Louis. Auch würde Wyeth ihnen pro Pfund Biberfell $4 zahlen, statt der $3,25 von William Sublette.
Nach dem Rendezvous fuhren Campbell und Milton Sublette auf dem Yellowstone River hinab zum Missouri. An der Mündung trafen sie wie geplant mit William zusammen. Campbell übernahm den Aufbau von Fort William, die Brüder fuhren gemeinsam nach St. Louis. William wusste nicht, dass Milton mit dem Vertrag mit Wyeth versuchte, das Unternehmen aus der Abhängigkeit zu befreien.
Die Konkurrenz zwischen Sublette und AFC am Missouri River über Herbst und Winter 1833/34 war so schnell zu Ende, wie sie begonnen hatte. Obwohl AFC kaum Alkohol zur Verfügung hatte, überzeugten sie die Indianer, indem sie die Preise erhöhten. Verluste spielten keine Rolle; um Sublette zu schlagen, bot AFC bis zu $12 pro Pfund Biberpelz, fast das Vierfache dessen was sie selbst dafür erlösen konnten.
Doch Sublette war im Januar 1834 in New York, wo er mit der Führung der American Fur Company persönlich verhandelte. Sein Angebot war: Die AFC kauft ihn aus Missouri-Geschäft und zieht sich aus den Rocky Mountains zurück. Dafür sorgt er dafür, dass es keine Konkurrenten mehr gibt. Mit dem Ende der Konkurrenten war gemeint, dass Sublette die Schulden der RMF dazu nutzen würde, das Unternehmen zu liquidieren. Die AFC nahm an. Ihr Ansehen hatte unter der Aufdeckung der Destille und dem Überfall auf Fitzpatrick gelitten, mit dem Ausscheiden von Astor, dem reichsten Mann der Welt, verloren sie ihre Kapitaldecke und seinen politischen Einfluss.
William Sublette hielt die einzige amerikanische Pelzgesellschaft, die in den Rocky Mountains arbeiten würde. Als er aus dem Osten nach St. Louis zurückkehrte, erfuhr er durch eine Indiskretion von dem Vertrag zwischen seinem Bruder Milton und Wyeth. Wenn die RMF sich dadurch retten konnte, war sein Plan gescheitert. Im April 1834 brach er hastig und mit einem kleinen Team zum Rendezvous auf. Unmittelbar vor ihm zog auch Wyeth in die Berge, in Begleitung von Milton Sublette, der allerdings wegen einer schweren Krankheit nach St. Louis zurückkehren musste. William war schneller, er überholte Wyeth, der sich an seine Fersen heftete. An der Mündung des Laramie Creek in den North Platte River ließ William Sublette dreizehn seiner Männer zurück, sie sollten ein neues Fort William bauen, nachdem er das am Missouri aufgegeben hatte. Das neue Fort wurde unter seinem späteren Namen Fort Laramie einer der bekanntesten Schauplätze der Indianerkriege. Nördlich des Forts entstand die gleichnamige Siedlung Fort Laramie.
Auf dem Rendezvous, das dieses Jahr am Hams Fork beim heutigen Granger, Wyoming stattfand, wurde abgerechnet. Die Pelzsaison war verheerend gewesen. Alle Männer der RMF hatten nur rund $10.000 nach Preisen in St. Louis gefangen oder getauscht. Das reichte nicht um die alten Schulden zu decken, eine Ausrüstung für die nächste Saison war nicht mehr möglich. William Sublette präsentierte die Rechnungen und die Rocky Mountain Fur Company war am Ende. Henry Freab wurde von William Sublette am Morgen des 20. Juni 1834 noch ausgekauft, für 40 Pferde, 40 Fallen und $1000. Als Baptiste Gervais später am selben Tag aussteigen wollte, bekam er nur noch 20 Pferde, 30 Fallen und $500. Die beiden anderen anwesenden Partner Thomas Fitzpatrick und Jim Bridger waren zu spät. Am Ende des Tages lösten sie, auch im Namen des abwesenden Milton Sublette, die Rocky Mountain Fur Company auf. Das gleichzeitig als Fitzpatrick, Sublette & Bridger gegründete Nachfolgeunternehmen wurde nie mehr aktiv.
Als Wyeth einen Tag später eintraf, konnte sein Vertrag nicht erfüllt werden. Er verstand die Vorgänge nicht und nahm an, dass er durch Bestechung aus dem Geschäft gedrängt wurde. Er ging nach Westen, baute Fort Hall nahe dem Snake River. Dieses musste er bald an die Hudson’s Bay Company verkaufen und ging zurück an die Ostküste.

## Nachfolge
Milton Sublette erholte sich nicht mehr von seiner Krankheit, ein Bein musste amputiert werden und er starb in St. Louis 1837. Thomas Fitzpatrick und James Bridger trafen noch auf dem Weg aus den Bergen eine Vereinbarung mit Männern der American Fur Company und arbeiteten die nächsten Jahre für sie. Beide wurden später zu den berühmtesten Kundschaftern für die Armee und Führer für Siedlergruppen.
William Sublette und Robert Campbell konnten keinen Nutzen aus der Auflösung der RMF ziehen, die Pelzjagd in den Bergen war weitgehend unrentabel geworden. Sie wandelten ihr Unternehmen in einen allerdings kurzlebigen Großhandel in St. Louis um. William Sublette engagierte sich politisch, während Campbell zur Hudson’s Bay Company wechselte und dort wesentlich zur Erforschung und Erschließung des Yukon-Gebietes beitrug.
Die American Fur Company übernahm die Reste der Pelzjäger in den Rocky Mountains und am Missouri, sie führte noch bis 1840 Rendezvous durch.